# 1-Fosfatidilinozitol 4-kinaza
1-Fosfatidilinozitol 4-kinaza (EC 2.7.1.67, fosfatidilinozitolna kinaza (fosforilacija), fosfatidilinozitolna 4-kinaza, fosfatidilinozitolna kinaza, tip II fosfatidilinozitolna kinaza, PI kinaza, PI 4-kinaza) je enzim sa sistematskim imenom ATP:1-fosfatidil-1-mio-inozitol 4-fosfotransferaza. Ovaj enzim katalizuje sledeću hemijsku reakciju
ATP + 1-fosfatidil-1-mio-inozitol {\displaystyle \rightleftharpoons } ADP + 1-fosfatidil-1-mio-inozitol 4-fosfat
Ovu reakciju katalizuju najmanje dve različite izoforme.

## Literatura
- Nicholas C. Price; Lewis Stevens (1999). Fundamentals of Enzymology: The Cell and Molecular Biology of Catalytic Proteins (Third изд.). USA: Oxford University Press. ISBN 019850229X.
- Eric J. Toone (2006). Advances in Enzymology and Related Areas of Molecular Biology, Protein Evolution (Volume 75 изд.). Wiley-Interscience. ISBN 0471205036.
- Branden C; Tooze J. Introduction to Protein Structure. New York, NY: Garland Publishing. ISBN 0-8153-2305-0.
- Irwin H. Segel. Enzyme Kinetics: Behavior and Analysis of Rapid Equilibrium and Steady-State Enzyme Systems (Book 44 изд.). Wiley Classics Library. ISBN 0471303097.

## Spoljašnje veze
- 1-phosphatidylinositol+4-kinase на 